# Amintinus aethiopicus
Amintinus aethiopicus är en skalbaggsart som först beskrevs av Pierre Lesne 1938.  Amintinus aethiopicus ingår i släktet Amintinus och familjen kapuschongbaggar. Inga underarter finns listade i Catalogue of Life.